# Géositte à bec épais
Geositta crassirostris
Espèce
Statut de conservation UICN

 LC  : Préoccupation mineure
La Géositte à bec épais (Geositta crassirostris) est une espèce de passereau de la famille des Furnariidae

## Répartition
Cet oiseau peuple le flanc ouest des Andes péruviennes.

## Habitat
Elle habite les zones de broussailles subtropicales et tropicales de haute-montagne.